# Fuentelviejo
Fuentelviejo – gmina w Hiszpanii, w prowincji Guadalajara, w Kastylii-La Mancha, o powierzchni 12,88 km². W 2011 roku gmina liczyła 48 mieszkańców.